# بعد الحياة (فلم)
بعد الحياة (بالإنجليزية: After.Life) هو فيلم رعب وإثارة نفسي أمريكي لعام 2009 من إخراج وكتابة أغنيسكا فويتوفيتش فوسلو. وبطولة ليام نيسون وكرستينا ريتشي وجوستين لونغ.

## روابط خارجية
- مقالات تستعمل روابط فنية بلا صلة مع ويكي بيانات